# Aseel Al-Hamad
Aseel Al-Hamad é uma designer de interiores, engenheira e entusiasta do automobilismo saudita. Ela se tornou a primeira mulher membro do conselho da Federação de Automóveis da Arábia Saudita e é membro da Federação Internacional do Automóvel.

## Biografia
Aseel Al-Hamad é uma engenheira de design de interiores da Arábia Saudita. Em 2009, ela formou-se na Prince Sultan University em engenharia de design de interiores e fundou a IDegree Design, uma empresa de engenharia e design. Al-Hamad também é membro do Conselho de Engenheiros da Arábia Saudita.
Al-Hamad é um notável defensora do automobilismo; ela se tornou a primeira mulher da Arábia Saudita a importar e possuir uma Ferrari, e é membro da Federação Internacional do Automóvel, que a nomeou para representar a Arábia Saudita na Comissão de Mulheres no Motorsport. Em dezembro de 2017, ela foi nomeada membro do conselho da Federação de Motores da Arábia Saudita (SAMF) como a primeira mulher membro do conselho.
Na esteira do levantamento da proibição de mulheres dirigindo pela Arábia Saudita em 24 de junho de 2018, Al-Hamad realizou uma volta comemorativa em um Lotus Renault E20 antes da abertura do Grande Prêmio da França de 2018. Esta celebração recebeu considerável atenção da mídia.
Antes do Grande Prêmio da Arábia Saudita de 2022, Al-Hamad e a piloto da W Series, Abbi Pulling, tornaram-se a as primeiras mulheres a pilotar um carro de Fórmula 1 na Arábia Saudita.